# Szádhana
A szádhana vagy szádana (szanszkrit: साधन, tibeti: སྒྲུབ་ཐབས་, kínai: 修行, nyugati átírással: sadhana) tudatosan és rendszeresen végzett spirituális tevékenység. Megtalálható a hindu, buddhista, dzsain és a szikh hagyományokban éppúgy, a lelki célok elérése érdekében. A megszabadulás elérésének és a spirituális erők megszerzésének útja. A szádhana célja a testben meglévő férfi-női polaritás egyesítése vagy az egyéni lélek (átman) és a legmagasabb rendű valóság (paramátman) egybeolvasztása. 
A szádhaka (szanszkrit: साधक) a hinduizmusban, a dzsainizmusban és a buddhizmusban a szádhana gyakorlója, a spirituális útkereső, törekvő. Amíg az úton halad, szádhakának nevezik, ha eléri célját, sziddha lesz.
Az ágamákban és a tantrákban sokkal határozottabb értelmet kap, ahol azt a személyt jelöli, aki átesett valamilyen beavatáson (díksá), és a beavatáshoz kapcsolódó utat járja. 
A hindu szentírások szerint azért jöttünk a világra, hogy szádhanát végezzünk. Az abhjásza és a szádhana ugyanazok a fogalmak. A szádhana végső célja az életet korlátozó kötelékektől való megszabadulás. A szádhana egy egész életen át tartó folyamat. 
Az erkölcsi tisztaság és a spirituális törekvés az első lépések a kereső (szádhaka) útján. Az erkölcsi értékekben való őszinte hit nélkül nem létezik spirituális élet, sőt boldog élet sem. A szigorú önfegyelem elengedhetetlen. Az önfegyelem nem elfojtást, hanem az állati ösztöneink megzabolását jelenti. Ösztönösségünket tudatossággá, emberi lényünket spirituális lénnyé változtatja. 
Mielőtt elvetjük a magot, fel kell törnünk a szűzföldet. A mag felhasad, mielőtt kihajtana. Az építkezést rombolás előzi meg. Mielőtt kifejlesztjük isteni valónkat, állati természetünket el kell pusztítani. A spirituális út rögös, tövisekkel teli és meredek. A töviseket türelemmel és kitartással kell kihúzni. Vannak belső és külső tövisek. Az érzéki vágy, a mohóság, a harag és a hiúság belső tövisek. A külső tövis például a rossz emberi társaság, ezért azt feltétlenül kerülni kell. 

## A spirituális út
A spirituális út eleinte nagyon nehéznek, akadályokkal telinek tűnhet. Az anyagi világ tárgyairól való lemondás kezdetben fájdalommal jár. Ha azonban megacélozzuk akaratunkat és végleges döntést hozunk, utunk könnyűvé válik. Érdeklődés ébred bennünk és eddig ismeretlen örömben lesz részünk. Szívünk kitárul, látókörünk kiszélesül, életszemléletünk megváltozik. Megérezzük a szívben lakozó erő segítő szándékát. A belülről érkező válaszok eloszlatják kétségeinket. Megmámorosodunk a leírhatatlan isteni elragadtatástól. Meghalljuk Isten átható, édes hangját, mely mélységes, maradandó örömmel és békével tölt el. Az isteni üdvösség érzése hatja át szívünket, amitől új erő áramlik belénk. Egyre biztosabban járjuk új utunkat. Az egyedüllét, az elhagyatottság és a mellőzöttség érzése teljesen megszűnik. A világegyetemben mindenhol jelen levő hatalmas erő segít minden egyes pillanatban. 
Sokan egy idő után abbahagyják a szádhanát. Ők gyors, látványos eredményekre vágynak, rövid időn belül számos sziddhire (különleges képességre) szeretnének szert tenni. Amikor ez nem sikerül, feladják szádhanájukat. A májá (illúzió) fátylait csak rétegről rétegre lehet lefejteni, és rengeteg akadállyal kell megküzdeni, mielőtt a törekvő eléri a célját.
A spirituális út az emberiség önzetlen szolgálatával kezdődik. Az önzetlen szolgálat a jelszó az üdvösséghez vezető úton. Az önzetlen szolgálat készíti fel a szádhakát a kozmikus tudatnak, az élet egységének vagy az Istennel való egységnek a megvalósítására. A törekvőnek kezdetben minden figyelmét arra kell fordítania, hogy hosszas, önzetlen szolgálattal számolja fel magában az önzést.
A szádhakák gyakorlatai közé tartozik a mantrák ismételgetése (dzsapa), a választott istenség vizualizációja (dhjána), a jóga és bizonyos napi rítusok megtartása. Kitartó gyakorlás után eggyé válnak istenükkel, s így erőre tesznek szert.